# 25 år i änglahundens spår
25 år i änglahundens spår är ett samlingsalbum  av Hasse Andersson, släppt 2006. Den innehåller material från åren 1991-2006.

## Låtlista

### CD 1
1. Änglahund
2. Måsen
3. Nickolinas snoa
4. Amandas sång
5. Det finns ett träd
6. Frälsningssoldaten
7. I främmande hav
8. En liten Elin
9. Boots och nya jeans
10. Var e' natten
11. Tuppen Galjon
12. Från mitt fönster
13. Min gamla gitarr
14. Tänker du på mig
15. Hon ville ju bli älskad
16. Sista seglatsen
17. Till min livskamrat
18. Samling i köket
19. När gässen sträcker
20. Åh nej

### CD 2
1. Har jag sagt
2. Höstens sista blomma
3. Kräftfisket
4. När regnet föll
5. Om ett hus kunde tala
6. Sommardansen
7. En rynkig gammal fru
8. Dans på Vejby ängar
9. Vinterepos
10. Jag tittar i mitt fönster
11. Lördagskväll
12. En helt vanlig söndag
13. Decembernatt
14. En gång var himlen nära
15. Var e' du nu lille påg
16. Nu är det synd om mig
17. Utvikta Susanne
18. Hej Hasse hej
19. Ann-Christine
20. En grön vågare

### Fotnoter
1. ↑  ”25 år i Änglahundens spår”. Svensk mediedatabas. 1 mars 2006. http://smdb.kb.se/catalog/id/002081238. Läst 15 juli 2016.